# کتاب‌های ته‌انباری

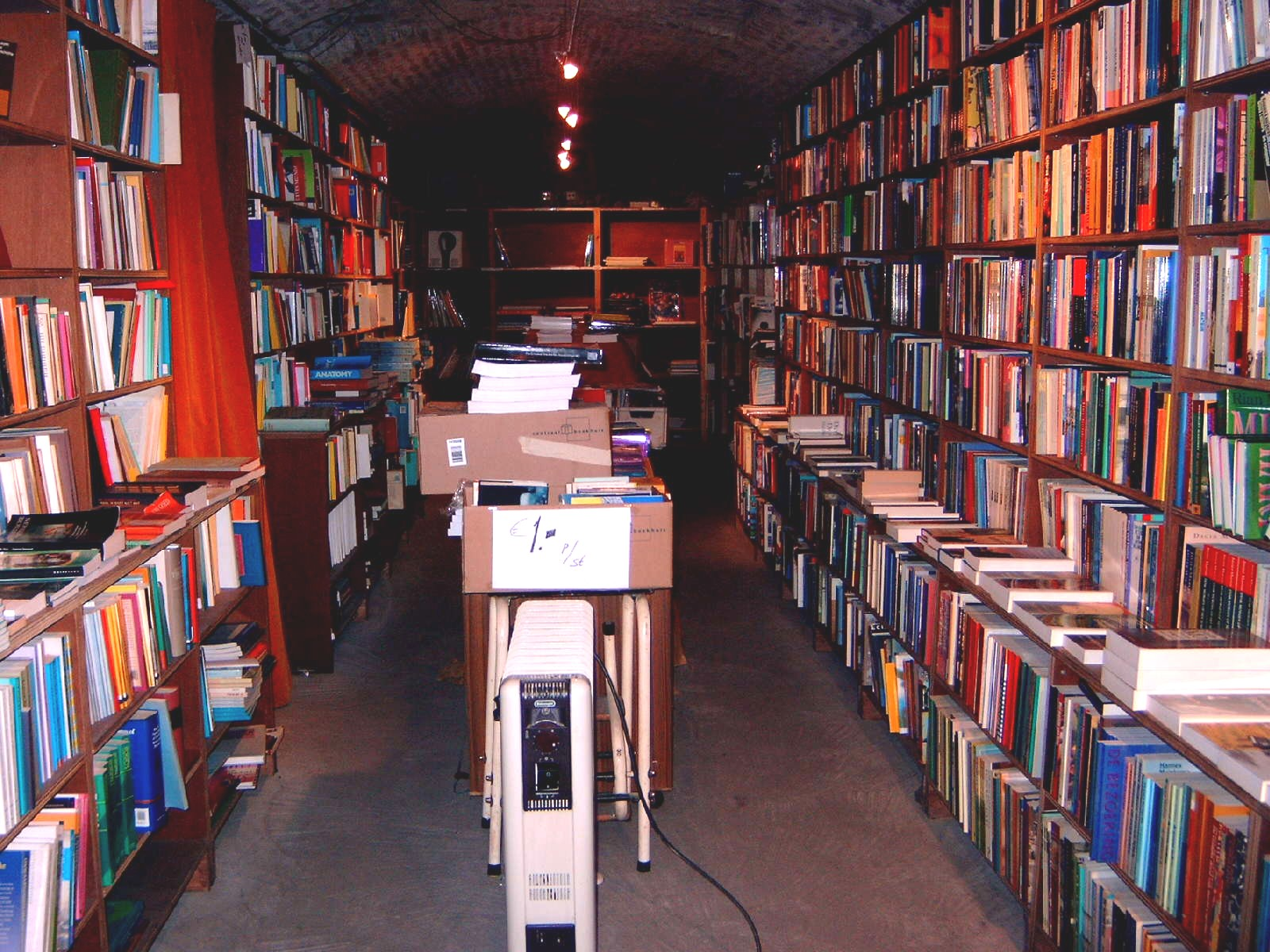
قسمت کتاب‌های ته‌انباری کتاب‌فروشی «دِتریبون» در شهر ماستریخت هلند.

کتاب‌های ته‌انباری کتاب‌های چاپی هستند که دیگر به خوبی فروش نمی‌روند و نسخه‌های فروش نرفته آنها توسط انتشاراتی یا نابود شده یا به قیمتی نازل در کتاب فروشی‌ها عرضه می‌شود. ارائه ارزان این کتاب‌ها هرچند زیان‌آور است اما دست کم مقداری از خسارت انتشاراتی را جبران می‌کند و فضا را در انبار کتاب برای کتاب‌های جدید باز می‌کند. کتاب‌های ته‌انباری معمولاً در کتاب‌فروشی‌ها در قسمت‌های دورتر از درب و فضای اصلی و در فضاهایی جداگانه عرضه می‌شوند.
اصطلاح ته‌انباری برای بسیاری از کالاهای کم‌کیفیت یا بی‌کیفیت مانند لاستیک و برنج و غیره هم کاربرد دارد.